# Oleksandr Yakovenko
Pour les articles homonymes, voir Iakovenko.
Oleksandr « Sacha » Pavlovitch Yakovenko (en ukrainien : Олександр Павлович Яковенко ; en russe : Александр Павлович Яковенко) est un footballeur ukrainien (attaquant) né à Kiev le 23 juin 1987. Il est le fils de Pavel Yakovenko, ancien milieu international de l'ex-URSS, vainqueur de la coupe des coupes avec le Dynamo Kiev en 1986.

## Biographie
En 2003, après avoir été formé au club ukrainien du Lokomotiv Kiev, il devient professionnel et signe dans un autre club ukrainien, le Metalist Kharkiv. Il tente ensuite sa chance en Belgique où il est repéré par le club anversois du Lierse SK, club de division 1. 
Après deux saisons couronnées de deux buts en championnat, il est transféré au club limbourgeois du Racing Genk où il fait surtout office de remplaçant. 18 mois après son arrivée dans le Limbourg, ce joueur mal connu du grand public fait une arrivée décriée au Royal Sporting Club d'Anderlecht, club le plus titré de Belgique, sous la forme d'un prêt de 6 mois avec une option d'achat portant sur deux saisons supplémentaires. 
Il fait vite taire les critiques en marquant le but de la victoire face au Bayern Munich lors du match retour des huitièmes de finale de la coupe de l'UEFA d'une frappe splendide. Malheureusement, alors qu'il commence à prendre ses marques au sein du groupe, il se blesse lors d'un match contre le KSV Roulers. Il souffre d'une déchirure musculaire et il ne peut pas jouer pendant quelques semaines. À l'issue de la saison, le Royal Sporting Club d'Anderlecht, qui dispose d'une option pour acquérir le joueur à titre définitif, lève finalement celle-ci.
En août 2009, Yakovenko est prêté avec option d'achat au KVC Westerlo. Le club emprunteur utilise Sacha durant 2 saisons mais ne lève pas l'option d'achat. Iakovenko retourne alors au sein de l'effectif du RSC Anderlecht et entre au jeu dès la première journée du championnat de Jupiler Pro League contre Lokeren.
En 2010, il reçoit sa première sélection en équipe d'Ukraine.

## Palmarès
- Vice-champion de Belgique en 2007 avec le RC Genk
- Vice-champion de Belgique en 2008 avec le RSC Anderlecht
- Vainqueur de la Coupe de Belgique en 2008 avec le RSC Anderlecht.
- Vainqueur de la Supercoupe de Belgique de football 2012 avec le RSC Anderlecht.
- Champion de Belgique en 2013 avec le RSC Anderlecht.
- Championnat d'Ukraine en 2016 avec le Dynamo Kiev